# Qri
Lee Ji-hyun (hangul: 이지현; hanja: 李智賢; rr: I Ji-hyeon; MR: Yi Chi-hyŏn; Goyang, 12 de dezembro de 1986), mais conhecida na carreira musical por seu nome artístico Qri (hangul: 큐리; hanja: 居麗), é uma cantora e atriz sul-coreana. Realizou sua estreia no cenário musical em 2009 no grupo feminino T-ara, sendo considerado um dos grupos de K-pop mais populares e bem sucedidos da Coreia do Sul.

## Carreira

### Pré-estreia
Antes de realizar sua estreia como cantora, Qri foi modelo fotográfica e baixista da banda de K-rock Six Color. Também ganhou destaque em comunidades online como uma famosa ulzzang.

### 2009–presente: T-ara, QBS e carreira solo
Qri juntou-se ao T-ara um mês antes da estreia do grupo, que ocorreu em 30 de julho de 2009 no programa M Countdown da Mnet onde apresentaram os singles "Lies" (거짓말) e "Wanna Play?" (놀아볼래?). No mesmo ano, realizou sua estreia como atriz na série de televisão Queen Seondeok interpretando a esposa do personagem Kim Yu-shin.
Já em 2010, realizou uma participação especial na série Master of Study, ao lado de suas colegas de grupo e no filme Death Bell 2: Bloody Camp protagonizado por Jiyeon. Ainda em 2010, recebeu um papel de destaque na série Southern Trader Kim Chul Soo da KBS. Ao lado da colega Soyeon, Qri realizou uma aparição especial na série Giant da SBS. Logo após, foi escalada para o elenco de apoio da série The King of Legend juntamente de Eunjung, aparecendo em vários episódios. Qri juntou-se à Boram e Soyeon para formar a subunidade japonesa QBS, que estreou em 26 de junho de 2013 com o lançamento do single "Kaze no You ni" (風 の よ う に). No mês seguinte, é anunciada como a nova líder do T-ara, seguindo o modelo de liderança temporária, na qual as líderes do grupo mudam de período a período.
Em junho de 2017, Qri lançou seu single solo "Diamond", incluída no nono extended play do T-ara, What's My Name?. Em 26 de setembro de 2021, Qri lançou o single "Suri Suri" (수리 수리), que alcançou o primeiro lugar no Songa Top Charts do iTunes Vietnam.

## Discografia

### Singles
| Título                                                                                   | Ano        | Melhor posição nas paradas | Vendas (DL) | Álbum                |
| Título                                                                                   | Ano        | KOR                        | Vendas (DL) | Álbum                |
| Em coreano                                                                               | Em coreano | Em coreano                 | Em coreano  | Em coreano           |
| ---------------------------------------------------------------------------------------- | ---------- | -------------------------- | ----------- | -------------------- |
| "Diamond"                                                                                | 2017       | –                          | –           | What's My Name?      |
| "Suri Suri"                                                                              | 2021       |                            |             | Lançamento sem álbum |
| Em japonês                                                                               |            |                            |             |                      |
| "Shabondama no Yukue (シャボン玉のゆくえ)" (com Boram)                                   | 2013       | –                          | –           | Bunny Style!         |
| "Do we Do we"                                                                            | 2013       | –                          | –           | Bunny Style!         |
| "—" indica lançamentos que não figuraram nas paradas ou não foram lançados nessa região. |            |                            |             |                      |

## Filmografia

### Filmes
| Ano  | Título                    | Título                        | Personagem | Nota(s)               | Ref.   |
| Ano  | Romanizado                | Hangul                        | Personagem | Nota(s)               | Ref.   |
| ---- | ------------------------- | ----------------------------- | ---------- | --------------------- | ------ |
| 2010 | Death Bell 2: Bloody Camp | 고死 두번째 이야기 : 교생실습 | —          | Participação especial | [ 23 ] |

### Televisão
| Ano  | Título                                     | Título                        | Personagem          | Emissora      | Nota(s)               | Ref.   |
| Ano  | Romanizado                                 | Hangul                        | Personagem          | Emissora      | Nota(s)               | Ref.   |
| ---- | ------------------------------------------ | ----------------------------- | ------------------- | ------------- | --------------------- | ------ |
| 2009 | Queen Seondeok                             | 선덕여왕                      | Young-mo            | MBC           |                       | [ 24 ] |
| 2010 | Master of Study                            | 공부의 신                     | Estudante           | KBS           | Episódios 7–8, 10     | [ 25 ] |
| 2010 | Spy Trader Kim Chul Soo's Recent Condition | 남파 트레이더 김철수씨의 근황 | Lee Kyung           | KBS           |                       | [ 26 ] |
| 2010 | Giant                                      | 자이언트                      | Bunny Girls         | SBS           | Participação especial | [ 27 ] |
| 2011 | The King of Legend                         | 근초고왕                      | Princesa Bu Yeo-jin | KBS           |                       | [ 28 ] |
| 2015 | Sweet Temptation                           | 달콤한 유혹                   | Qri                 | Naver TV Cast | Websérie              | [ 29 ] |

## Prêmios e indicações
| Ano  | Prêmio                     | Categoria                              | Trabalho nomeado | Resultado | Ref.          |
| ---- | -------------------------- | -------------------------------------- | ---------------- | --------- | ------------- |
| 2017 | Dr. Gloderm Best of Beauty | The Brightest Skin Female Singer Award | ela mesma        | Venceu    | [ 30 ] [ 31 ] |
| 2017 | LBMA Star Award            | Korean Wave Star Award                 | ela mesma        | Venceu    | [ 32 ] [ 33 ] |